# Mile Sterjovski
Mile Sterjovski (Wollongong, 1979. május 27. –) macedón származású ausztrál labdarúgó. Jelenlegi klubja a Derby County. Fiatalkorában csatárt játszott, de miután Európába került szélső középpályásként számítanak rá.

## Válogatott karrier
A válogatottban először Skócia ellen lépett pályára 2000 novemberében. 
2004 májusában mesterhármast szerzett Tahiti ellen. Ebben az évben 10-szer került be a csapatba.
Bekerült a 2006-os világbajnokságra utazó ausztrál keretbe. A felkészüési mérkőzések közül kettőn lépett pályára. Görögország ellen még nem, Liechtenstein ellen viszont már betalált.
A VB-n kezdő volt Brazília és Horvátország ellen is.
A 2007-es Ázsia Kupa selejtezőkön egyszer lépett pályára, Omán ellen. Ez volt azóta az utolsó válogatott szereplése.